# Finally We Are No One
Finally We Are No One (с англ. — «в конце концов мы — никто») — второй студийный альбом экспериментальной исландской группы Múm, издан 20 мая 2002 года на лейбле Fat Cat, в Исландии альбом был выпущен музыкальным лейблом Smekkleysa на исландском языке под названием Loksins Erum Við Engin. Примечательным является тот факт, что группа сочиняла материал для альбома на маяке Галтарвити, неподалёку от Болунгарвика.

## Список композиций
| №                   | Название                                                   | Длительность |
| ------------------- | ---------------------------------------------------------- | ------------ |
| 1.                  | «Sleep/Swim»                                               | 0:50         |
| 2.                  | «Green Grass of Tunnel»                                    | 4:51         |
| 3.                  | «We Have a Map of the Piano»                               | 5:19         |
| 4.                  | «Don’t Be Afraid, You Have Just Got Your Eyes Closed»      | 5:43         |
| 5.                  | «Behind Two Hills....a Swimmingpool»                       | 1:08         |
| 6.                  | «K/Half Noise»                                             | 8:41         |
| 7.                  | «Now There’s That Fear Again»                              | 3:56         |
| 8.                  | «Faraway Swimmingpool»                                     | 2:55         |
| 9.                  | «I Can’t Feel My Hand Any More, It’s Alright, Sleep Still» | 5:40         |
| 10.                 | «Finally We Are No One»                                    | 5:07         |
| 11.                 | «The Land Between Solar Systems»                           | 11:58        |
| Общая длительность: | Общая длительность:                                        | 56:08        |

| №                   | Название                                                                     | Длительность |
| ------------------- | ---------------------------------------------------------------------------- | ------------ |
| 1.                  | «Svefn/sund»                                                                 | 0:50         |
| 2.                  | «Grasi vaxin göng»                                                           | 4:51         |
| 3.                  | «Við erum með landakort af píanóinu»                                         | 5:19         |
| 4.                  | «Ekki vera hrædd, þú ert bara með augun lokuð»                               | 5:43         |
| 5.                  | «Á bakvið tvær hæðir,,,,sundlaug»                                            | 1:08         |
| 6.                  | «K/hálft óhljóð»                                                             | 8:41         |
| 7.                  | «Nú snýr óttinn aftur»                                                       | 3:56         |
| 8.                  | «Sundlaug í buskanum»                                                        | 2:55         |
| 9.                  | «Ég finn ekki fyrir hendinni á mér, en það er allt í lagi, liggðu bara kyrr» | 5:40         |
| 10.                 | «Loksins erum við engin»                                                     | 5:07         |
| 11.                 | «Sveitin milli sólkerfa»                                                     | 11:58        |
| Общая длительность: | Общая длительность:                                                          | 56:08        |

## Участники записи
- Гюннар Эдн Тинес
- Эрвар Тоурейарсон Смаурасон
- Гида Валтисдоуттир
- Кристин Анна Валтисдоуттир